# Розалін (Слупецький повіт)
Розалін (пол. Rozalin) — село в Польщі, у гміні Слупца Слупецького повіту Великопольського воєводства.
Населення — 368 осіб (2011).
У 1975-1998 роках село належало до Конінського воєводства.

## Демографія
Демографічна структура станом на 31 березня 2011 року:
|          | Загалом | Допрацездатний вік | Працездатний вік | Постпрацездатний вік |
| -------- | ------- | ------------------ | ---------------- | -------------------- |
| Чоловіки | 192     | 52                 | 124              | 16                   |
| Жінки    | 176     | 34                 | 105              | 37                   |
| Разом    | 368     | 86                 | 229              | 53                   |